# アクロスモール新鎌ヶ谷
アクロスモール新鎌ヶ谷（アクロスモールしんかまがや）は、千葉県鎌ケ谷市新鎌ケ谷2丁目にあるショッピングセンターである。

## 概要
「大和情報サービス（現：大和ハウスリアルティマネジメント）」運営・管理しているショッピングセンターで、2006年11月22日に開業した。
モール自体は3階建てで、3階部分に屋内駐車場、屋上及び地上に屋外駐車場がある。北総鉄道、京成電鉄の線路を挟んだ向かい側には、イオン鎌ケ谷ショッピングセンターがある。

## 沿革
- 2006年（平成18年）
  - 11月22日 - 「アクロスモール新鎌ヶ谷」が開業。
- 2012年（平成24年）
  - 11月1日 - 大規模リニューアルオープン[3][4]。
- 2020年（令和2年）
  - 1月5日 - 開業時より核店舗であったトイザらスが閉店[5][6]。
  - 6月19日 - ニトリデコホームがショッピングプラザ鎌ヶ谷より移転開店[7]。

## テナント
グルメ＆フード、リビンググッズ＆ホビー、ファッション、ファッション＆グッズ、ヘルス＆ビューティー、サービス、スクールと7つのカテゴリーに分けられた店舗構成である。

### 主なテナント
- アール元気
- くまざわ書店
- くすりの福太郎
- ダイソー
- パシオス
- 西松屋
- ABCマート
- Zoff
- スタジオアリス
- ニトリデコホーム
- QBハウス
- スポーツクラブNAS

### 過去の主なテナント
- 旬彩市場（2006年11月22日開店[9] ）
- トイザらス（2006年11月22日開店[9]  - 2020年1月5日閉店[5][6]）
- ライトオン（2006年11月22日開店[9] - 2025年6月1日閉店[10][11]）
- 三井住友銀行鎌ヶ谷支店（2021年3月5日閉店[12]）

## ポイントカード
100円(税別)で1ポイントが貯まる、独自のポイントカードであるHeart Oneカードを発行している。ただし、入居する全てのテナントで使えるわけではなく、ダイソー、銀行、医療関係等は使用不可となっている。

## アクセス

### 公共交通機関

#### 鉄道
- 北総線・京成成田空港線・京成松戸線・東武アーバンパークライン　新鎌ヶ谷駅より徒歩[13]

### 駐車場
- 3時間無料の屋内・屋外駐車場を約700台完備[13]